# Ocnogyna advena
Ocnogyna advena là một loài bướm đêm thuộc phân họ Arctiinae, họ Erebidae.